# Religião no Azerbaijão
O Islão é a religião dominante no Azerbaijão em número de seguidores com 95%. 85% da população são muçulmanos xiitas e 15% são muçulmanos sunitas. A maior parte dos muçulmanos xiitas seguem os duodecimanas, enquanto a maior parte dos muçulmanos sunitas seguem os hanafitas. No entanto, essa divisão não é rigorosa. Na maioria muçulmana, os costumes religiosos não são levados muito a sério, e a identidade muçulmana tende a basear-se mais na etnia e na cultura do que na religião. Os restantes 5% da população pertencem a outras religiões ou simplesmente a nenhuma. 4% da população são sobretudo cristãos, principalmente ortodoxos russos e apostólicos arménios (antes de 1990 em todo o Azerbaijão, entre 1990-2023 somente na região separatista do Alto Carabaque, e após o colapso da República separatista de Artsaque e a fuga de praticamente todos os arménios, praticamente nenhum). Outros cristãos são os ortodoxos georgianos, molocanos e os protestantes, principalmente luteranos. Também há cerca de 600 adventistas do Sétimo Dia no Azerbaijão. O Azerbaijão possui uma pequena população de cerca de 400 católicos. Na maioria são estrangeiros. O Azerbaijão conta com uma população de 8.800 judeus, a saber, os judeus ashkenazim, os judeus das montanhas e os judeus georgianos.Predefinição:Cr As comunidades religiosas mais recentes incluem o bahá'í eo hare krishna.Predefinição:Cr
O Azerbaijão é um dos países mais seculares e irreligiosos do mundo. De acordo com uma recente pesquisa do Gallup, 53% dos entrevistados indicando a importância da religião na sua vida como pouca ou nenhuma. A mesma pesquisa indica que apenas 20% dos entrevistados participaram de serviços religiosos.
O Azerbaijão é um estado secular, sem religião oficial; a constituição do Azerbaijão consagra a liberdade religiosa e de consciência, a menos que perturba a ordem pública e viola os princípios do humanismo; então, o Governo impõe algumas restrições sobre esse direito. O Comitê Estadual do Trabalho com Organizações Religiosas relatou um total de 576 grupos religiosos, organizações e fundações. Esse número inclui 555 organizações islâmicas e 21 organizações não-islâmicas. As organizações religiosas não-islâmicas incluem 12 organizações cristãs, 6 organizações judaicas, 2 organizações bahá'í e 1 organização hare krishna.